# Keli Mutubuurai
Keli Mutubuurai är ett berg i Indonesien.   Det ligger i provinsen Nusa Tenggara Timur, i den södra delen av landet, 1 700 km öster om huvudstaden Jakarta. Toppen på Keli Mutubuurai är 1 639 meter över havet. Keli Mutubuurai ligger vid sjöarna  Danau Kootainuamuri Danau Alapolo Danau Abutu och Danau Kelimutu.
Terrängen runt Keli Mutubuurai är bergig åt sydväst, men åt nordost är den kuperad.  Närmaste större samhälle är Ende, 18,6 km sydväst om Keli Mutubuurai. I omgivningarna runt Keli Mutubuurai växer i huvudsak städsegrön lövskog.